# BNP Paribas Masters 2009
BNP Paribas Masters 2009 — тенісний турнір, що проходив на кортах з твердим покриттям у місті Paris, Франція з 9 листопада . Належав до категорії ATP World Tour Masters 1000.

## Фінальна частина

### Одиночний розряд
Новак Джокович —  Гаель Монфіс 6–2, 5–7, 7–6(7–3)

### Парний розряд
Деніел Нестор /  Ненад Зімоньїч —  Марсель Гранольєрс /  Томмі Робредо 6–3, 6–4